# Ронахер, Армин
Армин Ронахер (род. 10 мая 1989, Грац, Австрия) — австрийский разработчик открытого программного обеспечения и создатель веб-фреймворка Flask для Python.
Армин — активный участник open source сообщества, частый докладчик на конференциях разработчиков, автор блога о программировании и разработке открытого программного обеспечения.

## Программирование
Армин Ронахер начал свою работу программистом как фрилансер на немецком портале ubuntuusers, позже, в 2005 году, стал одним из основателей German Ubuntu Association.
Работая на ubuntuusers, Ронахер заново открыл для себя язык программирования Python и создал одну из самых ранних реализаций WSGI с целью написать веб-приложение доски объявлений вместе с Георгом Брэндлом. Приложение должно было стать заменой phpBB на Python и называться Pocoo. В то время как реализация доски объявлений все еще не достигла стабильной версии, вместе с ней было разработано множество других проектов: Pygments для подсветки синтаксиса, Sphinx для генерации документации, шаблонизатор Jinja и другие. Тогда Армин также внес вклад в функциональность модуля Abstract Syntax Trees (AST) и Ordered Dict в стандартную библиотеку Python. После его неожиданно понравившейся сообществу первоапрельской шутки, в которой Армин предложил попробовать его новую библиотеку, которая просто объединила все разработанные им библиотеки для веба в единый однофайловый микрофреймворк, он создал веб-фреймворк Flask. Вскоре его библиотека стала одним из самых популярных фреймворков для веб-разработки на Python наравне с Django, а затем связанные с Flask проекты стали поддерживаться сообществом Pallets, которое образовалось из активных разработчиков проектов автора.
Он также разработал Lektor CMS, шаблонизатор Twig и внес вклад в большое количество программ и библиотек с открытым исходным кодом.
Работал в Plurk, в Fireteam (принадлежащей Splash Damage). С недавнего времени работает в Sentry.
Армин Ронахер — частый докладчик на конференциях об открытом программном обеспечении во всем мире.

## Награды
- 2003: II место на 2003 Prix Ars Electronica в u19 freestyle computing за работу «Be a Bee»[14]
- 2012: Партнёр Python Software Foundation[15]
- 2014: Python Software Foundation Community Service Award за его вклад в сообщество Python Open Source[16]
- 2014: Shuttleworth Foundation flash grant[17]